# Stylogaster sinaloae
Stylogaster sinaloae är en tvåvingeart som beskrevs av Camras 1989. Stylogaster sinaloae ingår i släktet Stylogaster och familjen stekelflugor. Inga underarter finns listade i Catalogue of Life.